# Зятковичи (Кормянский район)
Зятковичи (бел. Зяцькавічы) — деревня в Литвиновичском сельсовете Кормянского района Гомельской области Беларуси.
На севере граничит с лесом.

## География

### Расположение
В 10 км на север от Кормы, в 65 км от железнодорожной станции Рогачёв (на линии Могилёв — Жлобин), в 120 км от Гомеля.

### Гидрография
На реке Вилейка (приток реки Сож).

## Транспортная сеть
Транспортные связи по просёлочной, затем автомобильной дороге Корма — Литвиновичи. Планировка состоит из криволинейной улицы с переулками. Застроена двусторонне деревянными крестьянскими усадьбами.

## История
О деятельности человека с давних времён в этих местах свидетельствуют обнаруженные археологами городище милоградской культуры (в 1,5 км на юго-восток от деревни, на правом берегу реки Мужанка, в урочище Городок), датуемое VII веком до н. э. — II веком н. э., и курганный могильник (3 насыпи, в 0,6 км на юго-запад от деревни).
Упоминается как королевское село Пропойской волости, издавна названное Зятковичи, в 1598 г. при продаже имения Таймоново. В 1629 году король Сигизмунд III разрешил в селе Зятьковичи Чечерской волости проводить один раз в год 3-дневную ярмарку без взимания торговых пошлин. В 1704 году 2 дыма церковь, в Литвиновичском войтовстве Речицкого повета Минского воеводства Великого княжества Литовского.
После 1-го раздела Речи Посполитой (1772 год) в составе Российской империи. С 1832 года действовал трактир, с 1884 года хлебозапасный магазин. В 1909 году 502 десятины земли. В 1929 году организован колхоз «Красный пахарь», работали ветряная мельница и кузница. Согласно переписи 1959 года в составе колхоза имени П. М. Лепешинского (центр — деревня Литвиновичи), работали клуб, библиотека.

## Население

### Численность
- 2004 год — 75 хозяйств, 152 жителя.

### Динамика
- 1704 год — 2 дыма.
- 1765 год — 12 хозяйств.
- 1909 год — 73 двора, 579 жителей.
- 1959 год — 443 жителя (согласно переписи).
- 2004 год — 75 хозяйств, 152 жителя.